# 小島菜々恵
小島 菜々恵（こじま ななえ、1998年〈平成10年〉4月21日 - ）は、日本の女性声優。愛称はこじなな。北海道出身。所属事務所はジャストプロ。

## 経歴
2022年にリリースのゲーム『プラオレ!〜PRIDE OF ORANGE〜』で神宮寺美咲役を演じ、声優デビュー。また、同年に放送されたテレビアニメ『てっぺんっ!!!!!!!!!!!!!!!』では六香亭ゆいなを演じ、テレビアニメにもデビューした。
同年9月30日には、個人のYouTubeチャンネル『こじななチャンネル』を開設し、歌ってみた動画、お絵かき配信、雑談配信などを行なっている。
2024年2月4日、ゲーム『ウマ娘 プリティーダービー』メインストーリー第2部で活躍するラインクラフト役を演じることが発表され、同年3月22～23日には、『5th EVENT ARENA TOUR GO BEYOND - NEW GATE -』では初のイベント出演をした。
さらに、同年8月から12月にかけて、『ウマ娘 プリティーダービー Twinkle Circle!』のキービジュアルに選ばれ、5都市を巡るライブイベントに出走。函館公演の2日間ではMCを担当し、進行役を務めた。また、バラエティーコーナーの『トレーナーさんと協力! 都市対抗風船脱出クイズ』では、5公演全てでMCを担当した。

## 人物
札幌市で育ったため方言にはあまり馴染みがなく、標準語に慣れている。
デビュー前には、全日本学生音楽コンクール声楽部門などに出演し、受賞経験もある。
趣味はハンドメイド、化粧品の収集、一人カラオケ、セルフネイル。特技は声楽（オペラ）、イラストを描くこと、水泳、スキー。
2024年には、自身が演じる『ウマ娘 プリティーダービー』のキャラクター「ラインクラフト」のぬいぐるみを自作した。
「菜々恵」という名前には、それぞれの漢字に意味が込められている。名前の「菜々」には、菜の花のように強く、踏まれても立ち上がるような人に育ってほしいという願いが、「恵」には、人に恵まれ、幸せな人生を歩んでほしいという願いが込められていると、自身のYouTubeチャンネルで語っている。
ファミチキが好物で、2025年の誕生日配信ではファミチキを4段に重ねてケーキに見立てて食べた。苦手な食べ物はトマトや酢の物。暗算も少し苦手。

## 出演
太字はメインキャラクター。

### テレビアニメ
2022年
- てっぺんっ!!!!!!!!!!!!!!!（六香亭ゆいな、特異点）
- Engage Kiss（友人C）

2023年
- テクノロイド オーバーマインド（観客）
- ちいかわ（2023年 - 2025年、グレーの子たち、豆腐擬態型)
- 贄姫と獣の王（侍女B）

2024年
- 即死チートが最強すぎて、異世界のやつらがまるで相手にならないんですが。（ステファニー）

2025年
- 最強の王様、二度目の人生は何をする?（子供）

### ゲーム
- プラオレ!〜PRIDE OF ORANGE〜（2022年、神宮寺美咲[21]）
- サクライグノラムス（2023年、サクヤ[22]）
- ウマ娘 プリティーダービー（2024年 - 2025年、ラインクラフト[23]）
- マブラヴ：ディメンションズ（2024年、盧雅華[24]）
- ヘブンバーンズレッド（2024年、輸送部隊員[25]）
- 大戦乱!!三国志バトル（2024年、雲英[26]）
- 刻のイシュタリア（2024年、ローゼンクロイツ[27]）
- 神之塔：NEW WORLD（2025年、ダビド[28]）

### 吹き替え
- Apple TV+「ワンダラ（WondLa）」（2024年、シーズン1-エピソード1「地上への扉」[29]）

### 舞台
- TOKYO COL-CUL COMEDY ～ORANGE～（2025年5月9日 - 11日、ライオン・魚里夏歩・選手・あか / りんご〈Bチーム〉[30][31]）

### 朗読劇
- 白きは沈黙の街で（2024年11月13日・14日、壮[32][33]）
- 怪人二十面相（2025年3月18日・19日、北小路玲奈[34][35]　他）
- 美術室に置き去りにされた天使-再演-（2025年4月5日・6日、スミレ[36][37]）
- アイディール・セミナー/Final session（2025年6月4日・6日・7日、藍川玲香[38][39]）

### ナレーション
- マツモトキヨシ、ココカラファイン「ちいかわたちと春のお買物キャンペーン」（2023年、店内ナレーション）
- FC町田ゼルビアをつくろう〜ゼルつく〜 #154（2024年、ナレーター）
- 「ちいかわぽけっと」公式PV／アプリ紹介動画、他（2024年 - 2025年、動画ナレーション[40][1])

### WEB番組
- 小島・今井のSingin 'Swingin' vol.1～25,最終回[41]（2021年）
- てっぺんっ!!!!!!!!!!!!!!!ワイワイ荘[42][注 3]（2022年 - 2023年）
- こじななチャンネル[7]（2022年 - 2025年）
- ぱかライブTV[43]（2024年 - 2025年）
- そこそこぱかライブTV[44]（2024年 - 2025年）
- 内田秀のみんなのためにロケハンしてきました！ [45]（2024年7月31日・9月30日）
- 【AVIOT×ウマ娘 コラボイヤホン】コラボ紹介動画[46]（2025年2月22日）

### その他コンテンツ
- caseplayコラボ:「小島菜々恵」のスマホケース[47][48]（2025年7月14日）

## ディスコグラフィ

### キャラクターソング
| 発売日         | 商品名                                    | 歌                           | 楽曲                                       | 備考                                                        |
| -------------- | ----------------------------------------- | ---------------------------- | ------------------------------------------ | ----------------------------------------------------------- |
| 2022年8月17日  | てっぺんっ天国 〜TOP OF THE LAUGH!!!〜    | てっぺんっオールスターズ     | 「てっぺんっ天国 〜TOP OF THE LAUGH!!!〜」 | テレビアニメ『てっぺんっ!!!!!!!!!!!!!!!』オープニングテーマ |
| 2024年3月6日   | ウマ娘 プリティーダービー WINNING LIVE 16 | ウマ娘                       | 「U.M.A. NEW WORLD!!」                     | ゲーム『ウマ娘 プリティーダービー』関連曲                   |
| 2024年3月6日   | ウマ娘 プリティーダービー WINNING LIVE 16 | ウマ娘                       | 「うまぴょい伝説」                         | ゲーム『ウマ娘 プリティーダービー』関連曲                   |
| 2024年4月17日  | ウマ娘 プリティーダービー WINNING LIVE 18 | ラインクラフト（小島菜々恵） | 「Over a Tiara」                           | ゲーム『ウマ娘 プリティーダービー』関連曲                   |
| 2024年4月17日  | ウマ娘 プリティーダービー WINNING LIVE 18 | ウマ娘                       | 「うまぴょい伝説」                         | ゲーム『ウマ娘 プリティーダービー』関連曲                   |
| 2024年6月26日  | ウマ娘 プリティーダービー WINNING LIVE 19 | ウマ娘                       | 「Unite!!」                                | ゲーム『ウマ娘 プリティーダービー』関連曲                   |
| 2024年6月26日  | ウマ娘 プリティーダービー WINNING LIVE 19 | ウマ娘                       | 「うまぴょい伝説」                         | ゲーム『ウマ娘 プリティーダービー』関連曲                   |
| 2024年10月16日 | ウマ娘 プリティーダービー WINNING LIVE 22 | ウマ娘                       | 「UMA Summer」                             | ゲーム『ウマ娘 プリティーダービー』関連曲                   |
| 2024年10月16日 | ウマ娘 プリティーダービー WINNING LIVE 22 | ウマ娘                       | 「うまぴょい伝説」                         | ゲーム『ウマ娘 プリティーダービー』関連曲                   |
| 2025年3月5日   | ウマ娘 プリティーダービー WINNING LIVE 24 | ウマ娘                       | 「STARTING FORCE」                         | ゲーム『ウマ娘 プリティーダービー』関連曲                   |
| 2025年3月5日   | ウマ娘 プリティーダービー WINNING LIVE 24 | ウマ娘                       | 「うまぴょい伝説」                         | ゲーム『ウマ娘 プリティーダービー』関連曲                   |

## ライブ・イベント

### 合同ライブ
| 公演日                    | コンテンツ                | タイトル                                                              | 会場                      |
| ------------------------- | ------------------------- | --------------------------------------------------------------------- | ------------------------- |
| 2022年11月19日            | てっぺんっ!!!!!!!!!!!!!!! | ANIMAX MUSIX 2022                                                     | 横浜アリーナ              |
| 2024年3月22日 - 3月23日   | ウマ娘 プリティーダービー | ウマ娘 プリティーダービー 5th EVENT ARENA TOUR GO BEYOND - NEW GATE - | 大阪城ホール              |
| 2024年8月31日 - 9月1日    | ウマ娘 プリティーダービー | ウマ娘 プリティーダービー Twinkle Circle! in HAKODATE                 | 函館アリーナ              |
| 2024年9月22日             | ジャストプロ              | らいぶで歌いたい                                                      | 渋谷Space Odd             |
| 2024年9月28日 - 9月29日   | ウマ娘 プリティーダービー | ウマ娘 プリティーダービー Twinkle Circle! in AICHI                    | Aichi Sky Expo ホールA    |
| 2024年10月19日 - 10月20日 | ウマ娘 プリティーダービー | ウマ娘 プリティーダービー Twinkle Circle! in MAKUHARI                 | 幕張メッセ イベントホール |
| 2024年11月16日 - 11月17日 | ウマ娘 プリティーダービー | ウマ娘 プリティーダービー Twinkle Circle! in OSAKA                    | インテックス大阪 5号館    |
| 2024年12月15日            | ウマ娘 プリティーダービー | ウマ娘 プリティーダービー Twinkle Circle! in FUKUOKA                  | マリンメッセ福岡 B館      |
| 2024年12月31日            | ウマ娘 プリティーダービー | 第8回 ももいろ歌合戦 ～愛の大晦日～                                   | 日本武道館                |
| 2025年10月18日 - 10月19日 | ウマ娘 プリティーダービー | ウマ娘 プリティーダービー 6th EVENT The New Frontier 秋公演           | さいたまスーパーアリーナ  |

### 出演イベント
| 出演日         | コンテンツ                | タイトル                                                                                 | 会場                 |
| -------------- | ------------------------- | ---------------------------------------------------------------------------------------- | -------------------- |
| 2022年8月21日  | てっぺんっ!!!!!!!!!!!!!!! | 顔と名前だけでも覚えて帰ってくださいっ!!!!!!!!!!!!!!!                                    | 中野サンプラザホール |
| 2022年11月6日  | てっぺんっ!!!!!!!!!!!!!!! | てっぺんグランプリ2022                                                                   | 飛行船シアター       |
| 2023年2月26日  | てっぺんっ!!!!!!!!!!!!!!! | アニメ「てっぺんっ!!!!!!!!!!!!!!!」オンラインイベント ～てっぺんっ声優マダミス挑戦の章～ | オンライン配信       |
| 2024年6月22日  | ウマ娘 プリティーダービー | 『ウマ娘 プリティーダービー』WINNING LIVE 16 発売記念イベント                            | 首都圏某所           |
| 2024年7月27日  | ウマ娘 プリティーダービー | 『ウマ娘 プリティーダービー』WINNING LIVE 18 発売記念イベント                            | 首都圏某所           |
| 2024年8月10日  | ウマ娘 プリティーダービー | 『ウマ娘 プリティーダービー』WINNING LIVE 19 発売記念イベント                            | 首都圏某所           |
| 2024年12月1日  | ジャストプロ              | 由良朱合 Christmas Party 2024 ＜1部＞                                                    | 原宿ストロボカフェ   |
| 2024年12月21日 | ウマ娘 プリティーダービー | ウマ娘 プリティーダービー×ウィナーズレディコラボ in 中山競馬場                           | 中山競馬場           |
| 2025年5月3日   | ジャストプロ              | 【初開催】こじなな大爆誕まつり2025【全員集合！】                                         | GT LIVE TOKYO        |
| 2025年6月22日  | ウマ娘 プリティーダービー | 5th EVENT ARENA TOUR GO BEYOND -YELL- & -NEW GATE- Blu-ray 発売記念上映イベント          | 首都圏某所           |

### 初出話一覧
1. 1 2  第3話初出
2. ↑  第9話初出
3. ↑  第2話初出

### ユニットメンバー
1. ↑  阪本やよい（伊藤彩沙）、高橋よもぎ（愛美）、細野ゆず（佐々木未来）、清鶴かな（相良茉優）、天野ちとせ（相羽あいな）、秋鹿いろは（黒木ほの香）、藪北さえか（北守さいか）、城ケ崎ひかり（若井友希）、白壁まこ（小原莉子）、小松崎みゆ（櫻川めぐ）、牛久みさお（豊田萌絵）、笠間ひな（葉月ひまり）、六香亭ゆいな（小島菜々恵）、石屋もね（鈴木愛奈）、北斗ちほり（小山百代）
2. ↑  スペシャルウィーク（和氣あず未）、オグリキャップ（高柳知葉）、ゴールドシップ（上田瞳）、ナリタブライアン（衣川里佳）、タマモクロス（大空直美）、マンハッタンカフェ（小倉唯）、アグネスタキオン（上坂すみれ）、サトノダイヤモンド（立花日菜）、キタサンブラック（矢野妃菜喜）、サクラローレル（真野美月）、ヴィルシーナ（奥野香耶）、ジャングルポケット（藤本侑里）、ドゥラメンテ（秋奈）、ラインクラフト（小島菜々恵）、シーザリオ（佐藤榛夏)、オルフェーヴル（日笠陽子）、ジェンティルドンナ（芹澤優）、ウインバリアシオン（月城日花）
3. ↑  スペシャルウィーク（和氣あず未）、オグリキャップ（高柳知葉）、ゴールドシップ（上田瞳）、ナリタブライアン（衣川里佳）、タマモクロス（大空直美）、マンハッタンカフェ（小倉唯）、アグネスタキオン（上坂すみれ）、サトノダイヤモンド（立花日菜）、キタサンブラック（矢野妃菜喜）、サクラローレル（真野美月）、サトノクラウン（鈴代紗弓）、シュヴァルグラン（夏吉ゆうこ）、ヴィルシーナ（奥野香耶）、ジャングルポケット（藤本侑里）、ドゥラメンテ（秋奈）、ラインクラフト（小島菜々恵）、シーザリオ（佐藤榛夏）、オルフェーヴル（日笠陽子）、ジェンティルドンナ（芹澤優）、ウインバリアシオン（月城日花）
4. ↑  メジロライアン（土師亜文）、アイネスフウジン（長江里加）、ウイニングチケット（渡部優衣）、トーセンジョーダン（鈴木絵理）、ビコーペガサス（田中あいみ）、イクノディクタス（田澤茉純）、ヤエノムテキ（日原あゆみ）、ナリタトップロード（中村カンナ）、ワンダーアキュート（須藤叶希）、ドゥラメンテ（秋奈）、ラインクラフト（小島菜々恵）、シーザリオ（佐藤榛夏）、エアメサイア（根本優奈）、デアリングハート（希水しお）
5. ↑  スティルインラブ（宮下早紀）、ラインクラフト（小島菜々恵）、シーザリオ（佐藤榛夏）、エアメサイア（根本優奈）、デアリングハート（希水しお）
6. ↑  マンハッタンカフェ（小倉唯）、ミホノブルボン（長谷川育美）、アグネスタキオン（上坂すみれ）、アドマイヤベガ（咲々木瞳）、ヴィブロス（伊藤彩沙）、ダンツフレーム（福嶋晴菜）、ジャングルポケット（藤本侑里）、スティルインラブ（宮下早紀）、ネオユニヴァース（白石晴香）、ラインクラフト（小島菜々恵）、シーザリオ（佐藤榛夏）、エアメサイア（根本優奈）、デアリングハート（希水しお）
7. ↑  スマートファルコン（大和田仁美）、ナカヤマフェスタ（下地紫野）、メジロパーマー（のぐちゆり）、ダイタクヘリオス（山根綺）、トランセンド（塚田悠衣）、ダンツフレーム（福嶋晴菜）、ジャングルポケット（藤本侑里）、コパノリッキー（稲垣好）、ホッコータルマエ（菊池紗矢香）、ワンダーアキュート（須藤叶希）、ラインクラフト（小島菜々恵）、ジェンティルドンナ（芹澤優）、ドリームジャーニー（吉岡茉祐）、カルストンライトオ（望月ゆみこ）
8. ↑  スマートファルコン（大和田仁美）、ナカヤマフェスタ（下地紫野）、メジロパーマー（のぐちゆり）、ダイタクヘリオス（山根綺）、トランセンド（塚田悠衣）、ヴィルシーナ（奥野香耶）、ヴィブロス（伊藤彩沙）、ダンツフレーム（福嶋晴菜）、ジャングルポケット（藤本侑里）、コパノリッキー（稲垣好）、ホッコータルマエ（菊池紗矢香）、ワンダーアキュート（須藤叶希）、ラインクラフト（小島菜々恵）、ジェンティルドンナ（芹澤優）、ウインバリアシオン（月城日花）、ドリームジャーニー（吉岡茉祐）、カルストンライトオ（望月ゆみこ）
9. ↑  ゴールドシップ（上田瞳）、ナカヤマフェスタ（下地紫野）、デアリングタクト（羊宮妃那）、ラインクラフト（小島菜々恵）、デアリングハート（希水しお）、フサイチパンドラ（佳原萌枝）、オルフェーヴル（日笠陽子）、ドリームジャーニー（吉岡茉祐）、フェノーメノ（日比優理香）、ブラストワンピース（紫月杏朱彩）、アーモンドアイ（石原夏織）、ラッキーライラック（中島由貴）、グランアレグリア（夏目妃菜）、ラヴズオンリーユー（久保田未夢）、クロノジェネシス（真名瀬日和）、カレンブーケドール（小田杏樹）
10. ↑  ゴールドシップ（上田瞳）、ナカヤマフェスタ（下地紫野）、ミスターシービー（天海由梨奈）、デアリングタクト（羊宮妃那）、ラインクラフト（小島菜々恵）、デアリングハート（希水しお）、フサイチパンドラ（佳原萌枝）、オルフェーヴル（日笠陽子）、ドリームジャーニー（吉岡茉祐）、フェノーメノ（日比優理香）、ブラストワンピース（紫月杏朱彩）、アーモンドアイ（石原夏織）、ラッキーライラック（中島由貴）、グランアレグリア（夏目妃菜）、ラヴズオンリーユー（久保田未夢）、クロノジェネシス（真名瀬日和）、カレンブーケドール（小田杏樹)